# Nikorandil
Nikorandil – organiczny związek chemiczny, pochodna nikotynamidu, lek stosowany w terapii choroby niedokrwiennej serca.

## Otrzymywanie
Związek został po raz pierwszy otrzymany w Japonii w roku 1976. Można go uzyskać w reakcji estru etylowego kwasu nikotynowego z etanoloaminą i następczej estryfikacji powstałego amidu za pomocą dymiącego kwasu azotowego:
Py−COOEt + H
2NCH
2CH
2OH  →  Py−CONHCH
2CH
2OH  →  Py−CONHCH
2CH
2NO
3
Inną metodą jest reakcja chlorku kwasu nikotynowego z O-azotanem etanoloaminy:
PyCOCl + H
2NCH
2CH
2ONO
3  →  Py−CONHCH
2CH
2NO
3

## Zastosowania medyczne
Nikorandil ma odmienny mechanizm działania, niż wcześniej stosowane leki wieńcowe. Aktywuje on zależny od ATP kanał potasowy sarkolemmy i błon komórkowych komórek mięśnia sercowego. Rozszerza tętniczki oporowe wieńcowe i obwodowe, rozszerza żyły obwodowe i tętnice nasierdziowe, działa ochronnie na mięsień sercowy.
Lek stosuje się w stabilnej chorobie wieńcowej, celem zapobiegania ostrym incydentom wieńcowym. W przypadku długotrwałego stosowania może rozwinąć się tolerancja (konieczne staje się stosowanie coraz wyższych dawek).
Izomery orto i para wykazują zbliżone działanie do nikorandilu (który ma podstawnik w pozycji meta), ale są od niego mniej aktywne.